# Etnikai földrajz

Európa nyelvi térképe

Az etnikai földrajz a társadalomföldrajz részterülete, azon belül a népességföldrajz egyik önálló ága. A népesség etnikai és anyanyelvi megoszlásával, kulturális hovatartozásával, a különböző földrészek és országok etnikai összetételével foglalkozik. A népesség etnikai és nyelvi megosztottsága a népesség strukturálódásának egyik legfontosabb összetevője.

## Története
Leíró jellegű etnikai ismeretek már az ókorban megjelentek, melyek egy adott népcsoport becsült méretére, egy terület nyelvére vonatkoztak. A modern értelemben vett etnikai földrajz egészen későn, csak a 20. század első felében jelent meg. Az Egyesült Államok városainak a területi-társadalmi keveredésében ekkor már végeztek ilyen jellegű kutatásokat, melyek a mai napig nagy jelentőséggel bírnak. Közép-Európában pedig az I. világháborút követő békeszerződések és azok felülvizsgálatai indították el a különböző kutatásokat. Teleki Pál híres vörös térképe is ebben az időben készült, ami az 1910-es népszámlálás nemzetiségi megoszlását tartalmazza Magyarország területén. A II. világháborút követően Európa két felében eltérő utat jártak be az etnikai vizsgálatok. Kelet-Közép-Európában nem végeztek ezzel kapcsolatban alapos tanulmányokat, legfeljebb a többnemzetiségű államokban (Jugoszlávia, Szovjetunió) voltak felmérések a nemzetiségi összetételről. Nyugaton ebben az időben módszertanilag, területileg és tematikailag (migráció, vendégmunkások) is megújultak a kutatások. Magyarországon 1990 után vette kezdetét újra az etnikai-nemzetiségi kutatás, de sok esetben csak leíró jelleggel és a mély összefüggéseket, kapcsolatokat kevésbé megállapítva.

## Fogalomrendszere
Az etnikai földrajz alapját az etnikum adja, ami a görög etnosz (nép) szóból eredeztethető. Az etnikum emberek csoportjait jelöli, akiket összeköt a közös történelem, az identitás, a kultúra és a nyelv, amely biztosítja a csoporton belüli kommunikációt és interakciót. Alapvetően különbözik a nemzet fogalmától, amely egy adott területen élő azonos jogállású emberek csoportjait jelentette a történelem során. A modern nemzet fogalma már inkább politikai értelemben használatos. Nyugat-Európában az ország területén élő, azonos állampolgársággal rendelkező emberek összessége, míg Kelet-Európában a nemzetiségi hovatartozás a meghatározó. Ennek értelmében a nemzet részének tekintik azokat is, akik nem az anyaországban élnek. Nyugaton a nemzetiség inkább állampolgárságot jelent, ezzel szemben Kelet-Közép-Európában elsősorban mint nemzeti kisebbség van jelen a köztudatban és az adott ország területén élő, de nem a többséghez tartozó egyének csoportjait jelöli. Az etnikai határ nem minden esetben követi az államhatárt és egy másik ország területén élő eltérő nyelvű emberek csoportjait etnikai vagy nemzeti kisebbségeknek nevezzük. Ugyanakkor egy adott országon belül is élhetnek eltérő etnikumú emberek. Erre jó példa Belgium, ahol a holland nyelv helyi változatát beszélő flamandok és a francia anyanyelvű vallonok területileg élesen elkülönülnek egymástól. De léteznek vegyes etnikumú, multietnikus területek is, amire példákat elsősorban a nyugati világ nagyvárosaiban találunk. Az etnikai kisebbség a nemzeti kisebbség olyan esete, amikor az adott népcsoport nem rendelkezik anyaországgal. Ezzel szemben Nyugat-Európában az etnikai kisebbség kifejezést használják minden eltérő nyelvet beszélő kisebbségre, függetlenül az anyaország meglététől.

## Tárgya
- az etnikai földrajz és a nyelvek regionalitása;
- az etnikai földrajz helyzete a különböző kontinenseken és régiókban;
- az etnikai földrajz kutatásai etnikumok, nemzetiségek, rasszok és beszélt nyelvek szempontjából;
- etnikumok kialakulása és térbeli változása, szétterjedésének és térbeli elterjedésének földrajzi sajátosságai
- a beszélt nyelvek és írásrendszerek földrajzi elterjedése;
- az etnikai földrajz hatása a gazdasági-társadalmi folyamatokra;
- az etnikai földrajz hatása a demográfia alakulására (migráció, természetes szaporodás/fogyás);

## Kutatások
A népesség nyelvi és etnikai vizsgálatához a különböző adatbázisok szolgálnak segítségül. Az időközönként megtartott népszámlálások adatai is felhasználásra kerülnek, azonban ez országonként eltérő és sok esetben csak becslésekre lehet támaszkodni.